# Barentu
Barentu (Tigrinya ባረንቱ, arabisch بارنتو) ist die Hauptstadt der Provinz Gash-Barka in Eritrea mit 21.000 Einwohnern (Stand 2005). Barentu liegt in der ariden westlichen Tiefebene 30 km von der äthiopischen Grenze entfernt und ist das (Markt-)Zentrum der Ethnie der Kunama. 

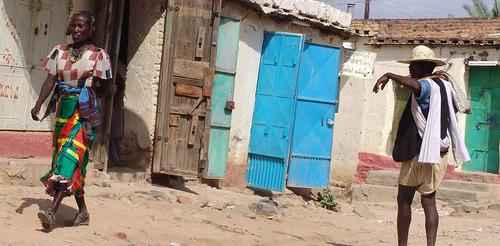
Straßenszene in Barentu

Barentu ist seit 1995 Eparchie (Bischofssitz) der unierten orthodoxen Kirche. 
Während des Eritrea-Äthiopien-Krieges 2000 besetzten äthiopische Truppen am 20. Mai 2000 die Stadt. Bei den Kämpfen wurden große Teile Barentus verwüstet. Als Folge des Konfliktes befinden sich mehrere UN-Büros in Barentu; zum einen unterhält das UN-Flüchtlingskomisariat (UNHCR) ein Büro, zum anderen ist das Kommando des Westsektors der Militärbeobachter der UNMEE-Mission dort stationiert.